# أقارب برية للمحاصيل

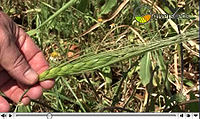
القمح ثنائي الحبة البري (تريتيكوم ديكوكويديس)، وهو نوع من الأقارب البرية لمحصول القمح المزروع (تريتيكوم ساب)، قد يوجد في شمال إسرائيل.

مصطلح الأقارب البرية للمحاصيل (CWR) يشير إلى النباتات البرية التي ترتبط ارتباطًا وثيقًا بالنباتات مستأنس، والذي يمكن إرجاع أصوله الجغرافية إلى المناطق المعروفة باسم مراكز فافيلوف (سميت على اسم عالم النبات الرائد نيقولاي فافيلوف). فقد يكون هذا النبات سلالة برية لأحد النباتات المستأنسة، أو أصنوفة أخرى وثيقة الصلة.

## نظرة عامة

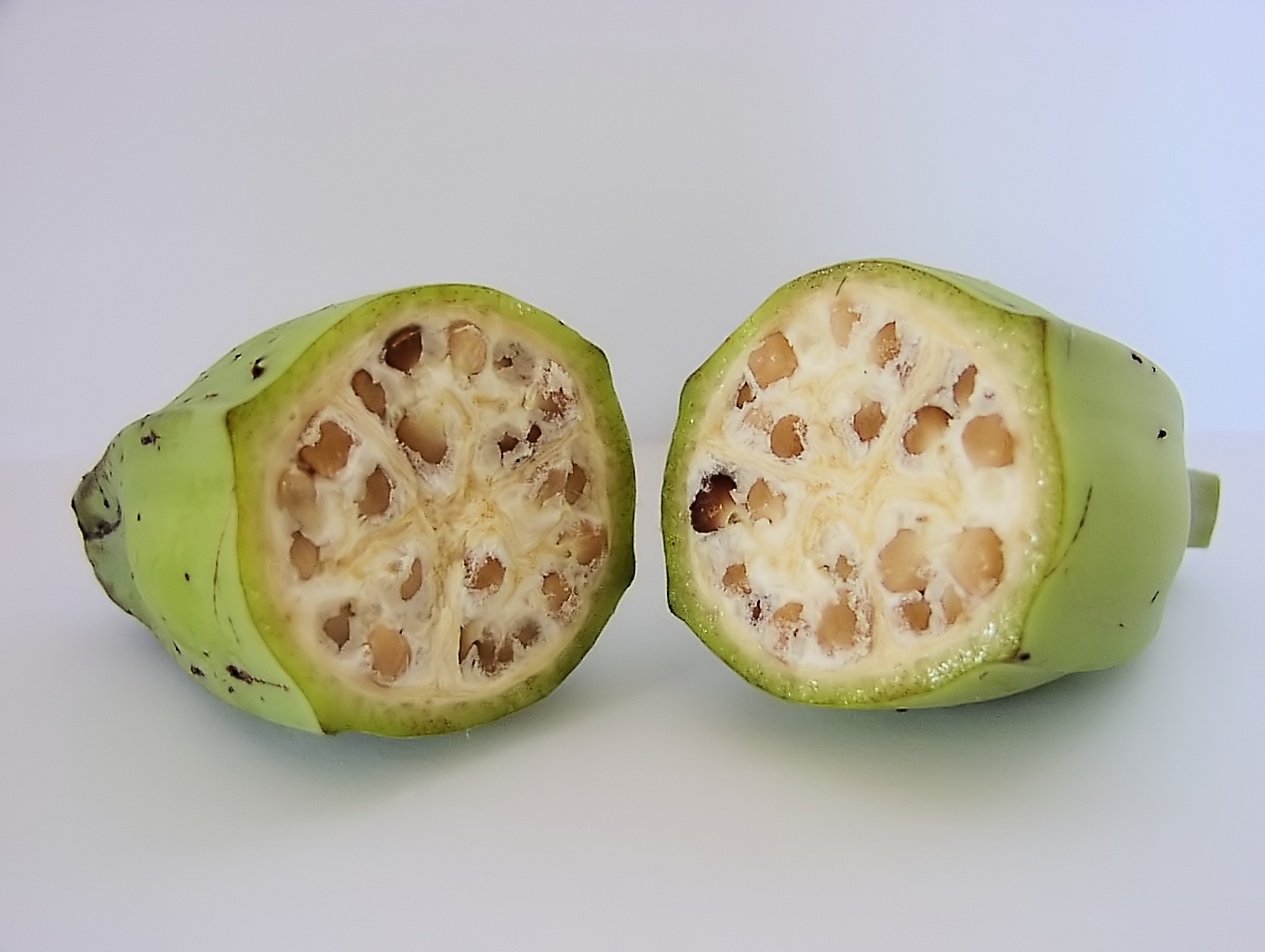
داخل الموز البري

تشكل الأقارب البرية للمحاصيل موردًا ذا أهمية متزايدة، وتهدف إلى تحسين الإنتاج الزراعي والحفاظ على النظم البيئية الزراعية المستدامة. ومع بداية ظهور التغير المناخي وزيادة حالة عدم الاستقرار في النظام البيئي، من المرجح أن تثبت الأقارب البرية للمحاصيل قدرتها على العمل بمثابة مورد هام في ضمان جودة الأمن الغذائي في الألفية الجديدة. لقد كان عالم النبات الروسي نيقولاي فافيلوف، أول من أدرك أهمية الأقارب البرية للمحاصيل وكان ذلك في بدايات القرن العشرين. ومنذ آلاف السنوات، كان الإنسان يستخدم المادة الوراثية الموجودة بالأقارب البرية للمحاصيل لتحسين جودة وإنتاجية المحاصيل. ولقد استخدم المزارعون أساليب التربية التقليدية لآلاف السنين، حيث يتم زراعة الذرة البرية (الذرة المكسيكية) جنبًا إلى جنب مع الذرة العادية بشكل روتيني لتعزيز عملية التهجين الطبيعية وتحسين إنتاجية المحصول. وفي الآونة الأخيرة، استخدم مربو النباتات الجينات الموجودة بالأقارب البرية للمحاصيل لتحسين جودة مجموعة واسعة من المحاصيل مثل الأرز (أوريزا ساتيفا) والطماطم (مغد بندوري) والحبوب البقولية.
وقد أسهمت الأقارب البرية للمحاصيل بالعديد من الجينات المفيدة للنباتات المحصولية، وأصبحت الأصناف الحديثة من معظم المحاصيل الرئيسية تحتوي على الجينات الموجودة بالفصائل البرية القريبة.
وبالتالي، يشير مصطلح الأقارب البرية للمحاصيل إلى النباتات البرية المرتبطة بالأصناف الهامة اجتماعيًا واقتصاديًا، ومن بينها الغذاء والأعلاف ومحاصيل العلف والنباتات الطبية والتوابل ونباتات الزينة وأصناف النباتات الموجودة بالغابات، فضلًا عن النباتات المستخدمة لأغراض صناعية، مثل الزيوت والألياف، والتي يمكن أن تسهم في إكساب سمات مفيدة.
ويمكن تعريف الأقارب البرية للمحاصيل بأنها «أصنوفة من النباتات البرية تتميز بصفات غير مباشرة اكتسبتها من علاقتها الجينية وثيقة الصلة بمحصول ما...»

## الحفاظ على الأقارب البرية للمحاصيل
تعد الأقارب البرية للمحاصيل المكونات الضرورية لـ النظم البيئية الطبيعية والزراعية، وبالتالي فإنه لا غنى عنها للحفاظ على صحة النظام البيئي. وفي نفس الوقت، تمثل وسائل الحفاظ على تلك الأصناف والاستخدام الدائم لها أمرًا مهمًا لتحسين الإنتاج الزراعي، وتعزيز الأمن الغذائي، والحفاظ على بيئة صحية.
وتتعرض التجمعات الطبيعية للعديد من الأقارب البرية للمحاصيل لأخطار متزايدة. حيث إنها مهددة بـ فقد البيئة من خلال تدمير وتخريب البيئة الطبيعية التي تنشأ بها أو استغلال تلك البيئة في استخدامات أخرى. كذلك، تؤدي إزالة الغابات إلى خسارة العديد من تجمعات الأقارب البرية الهامة من محاصيل الفواكه والجوز والمحاصيل الصناعية. ويتجه مستوى تجمعات الأقارب البرية من محاصيل الحبوب، التي تظهر في الأراضي القاحلة وشبه القاحلة، إلى الانخفاض بشدة بسبب الرعي الجائر والتصحر الناتج عن ذلك. علاوةً على ذلك، تعمل الصناعة المتزايدة والمعتمدة على الزراعة على الحد بشكل كبير من تواجد الأقارب البرية للمحاصيل داخل الأنظمة البيئية والزراعية التقليدية. وبهذا يتبين أن المحافظة الحكيمة على الأقارب البرية للمحاصيل والاستخدام الرشيد لها من العناصر الأساسية التي تعمل على تعزيز الأمن الغذائي والقضاء على الفقر، فضلاً عن الحفاظ على البيئة.

## أمثلة على الأقارب البرية

### الحبوب
- شعير - شعير بري
- ذرة - ذرة (جنس)
- شوفان - شوفان بيزنطي
- قمح - قمح (أحادي الحبة) إينكورن

### الخُضروات
ملحوظة: تشترك العديد من الخضروات المختلفة في سليلة واحدة مشتركة، وبخاصة في فصيلة ونباتات الكرنب. وفي نفس الوقت، يوجد العديد من الخضروات التي تعتبر هجينًا من مختلف الأنواع، ومجددًا يعتبر الكرنب خير مثال على ذلك.
- قرنبيط أخضر - كرنب زيتي
- ملفوف - كرنب زيتي («ملفوف بري»)
- جزر شائع - داكوس كاروتا («جزر بري»)
- كراث - أليوم أمبيلوبراسيوم («كراث بري»)
- خس - خس مزروع
- بصل - أليوم سيبا
- لفت سويدي - سلجم
- لفت - لفت

### الفواكه
- التفاح - في الغالب من نوع مالوس سيفيرسي، ولكن ربما مع بعض أصناف تنتمي إلى فصيلة مالوس سيلفيستريس أو مزيج من كلا الصنفين.
- الموز - هجين من موزا أكيوميناتا وموزا بالبيزيانا
- الكرز - الكرز الحلو
- برتقال - هجين من بميلو واليوسفي
- أجاص - الأجاص الأوروبي
- خوخ - هجين من الخوخ الشوكي والخوخ الكرزي
- فراولة - توت الأرض × الأناناسي
- الفراولة الألبية - توت الأرض المزروع

## وصلات خارجية
- CWR Global Portal
- European Crop Wild Relative Diversity Assessment and Conservation Forum
- CWR Gap Analysis Portal Source on reliable information on where and what to conserve ex-situ, regarding CWR
- A short video on emmer wheat.
- Short DIVERSEEDS video on crop wild relatives in the fertile cresent in Israel
- Atlas of Guatemalan Crop Wild Relatives